# Episodi di Monarch: Legacy of Monsters
La prima stagione della serie televisiva Monarch: Legacy of Monsters, composta da dieci episodi, è stata pubblicata sul servizio di streaming on demand Apple TV+ dal 17 novembre 2023 al 12 gennaio 2024.
| nº | Titolo Originale                   | Titolo                          | Pubblicazione USA | Pubblicazione Italia |
| -- | ---------------------------------- | ------------------------------- | ----------------- | -------------------- |
| 1  | Aftermath                          | Strascichi                      | 17 novembre 2023  | 17 novembre 2023     |
| 2  | Departure                          | L'inizio del viaggio            | 17 novembre 2023  | 17 novembre 2023     |
| 3  | Secrets and Lies                   | Segreti e bugie                 | 22 novembre 2023  | 22 novembre 2023     |
| 4  | Parallels and Interiors            | Paralleli e interni             | 1º dicembre 2023  | 1º dicembre 2023     |
| 5  | The Way Out                        | Via d'uscita                    | 8 dicembre 2023   | 8 dicembre 2023      |
| 6  | Terrifying Miracles                | Miracoli terrificanti           | 15 dicembre 2023  | 15 dicembre 2023     |
| 7  | Will the Real May Please Stand Up? | La vera May vuole farsi avanti? | 22 dicembre 2023  | 22 dicembre 2023     |
| 8  | Birthright                         | Eredità                         | 29 dicembre 2023  | 29 dicembre 2023     |
| 9  | Axis Mundi                         | Axis Mundi                      | 5 gennaio 2024    | 5 gennaio 2024       |
| 10 | Beyond Logic                       | Oltre la logica                 | 12 gennaio 2024   | 12 gennaio 2024      |